# Centre Bell
Das Centre Bell ist eine Mehrzweckhalle in der kanadischen Stadt Montréal, Provinz Québec. Es ist seit 1996 der Austragungsort der Heimspiele der Canadiens de Montréal aus der National Hockey League (NHL), nachdem das bekannte Forum de Montréal am 11. März des Jahres 1996 geschlossen wurde.

## Geschichte
Der Baubeginn war am 22. Juni 1993, die Eröffnung fand am 16. März 1996 statt. Ursprünglich wurde die Arena nach dem Hauptsponsor der Canadiens, der Brauerei Molson, benannt. Am 1. September 2002 wurde das Stadion umbenannt, nachdem das Telekommunikationsunternehmen Bell Canada Namenssponsor geworden war.
Die Zuschauerkapazität beträgt bei Eishockeyspielen 21.105 Zuschauer. Damit ist Centre Bell die größte Arena der NHL. Bei Basketball-Partien finden 19.945 Zuschauer im Centre Bell Platz.

## Konzerte
Unter anderem traten folgende Künstler und Bands bisher im Centre Bell auf: Coldplay, Enrique Iglesias, Jennifer Lopez, Lady Gaga, Madonna, Prince, Rammstein, Scorpions, Bruce Springsteen, Stromae, Céline Dion.

## Galerie

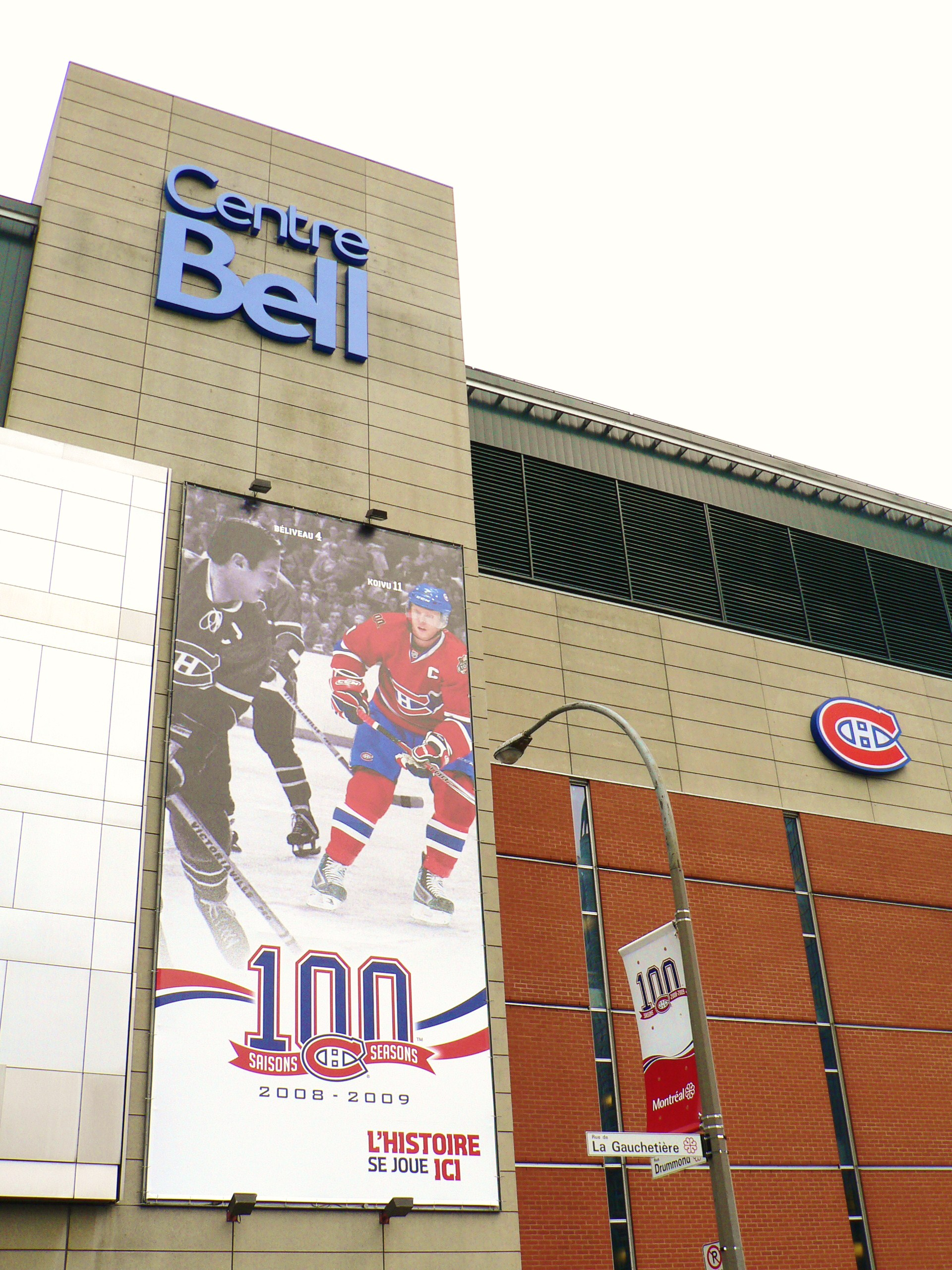
Außenansicht der Arena (Detail)
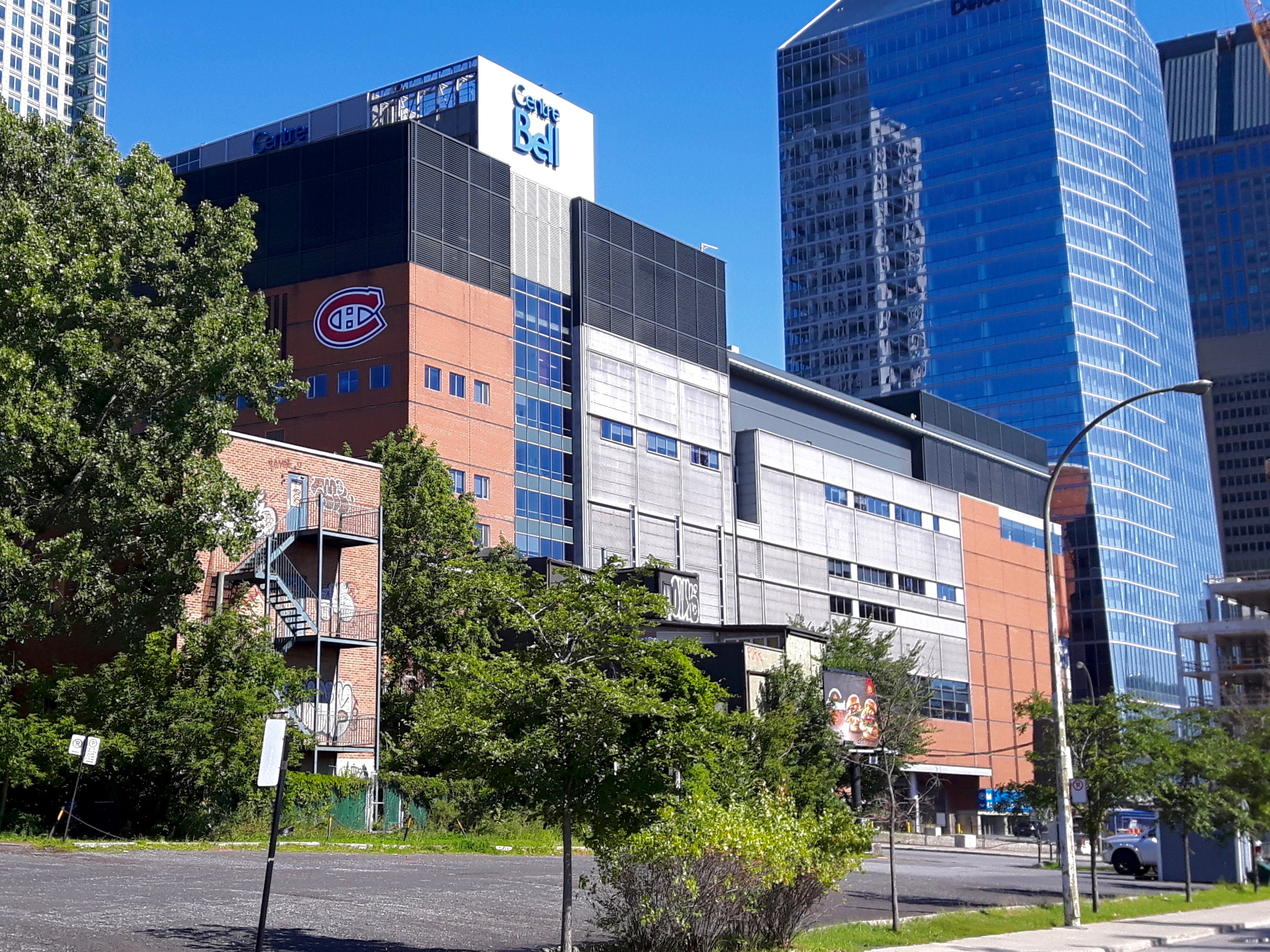
Außenansicht der Rückseite
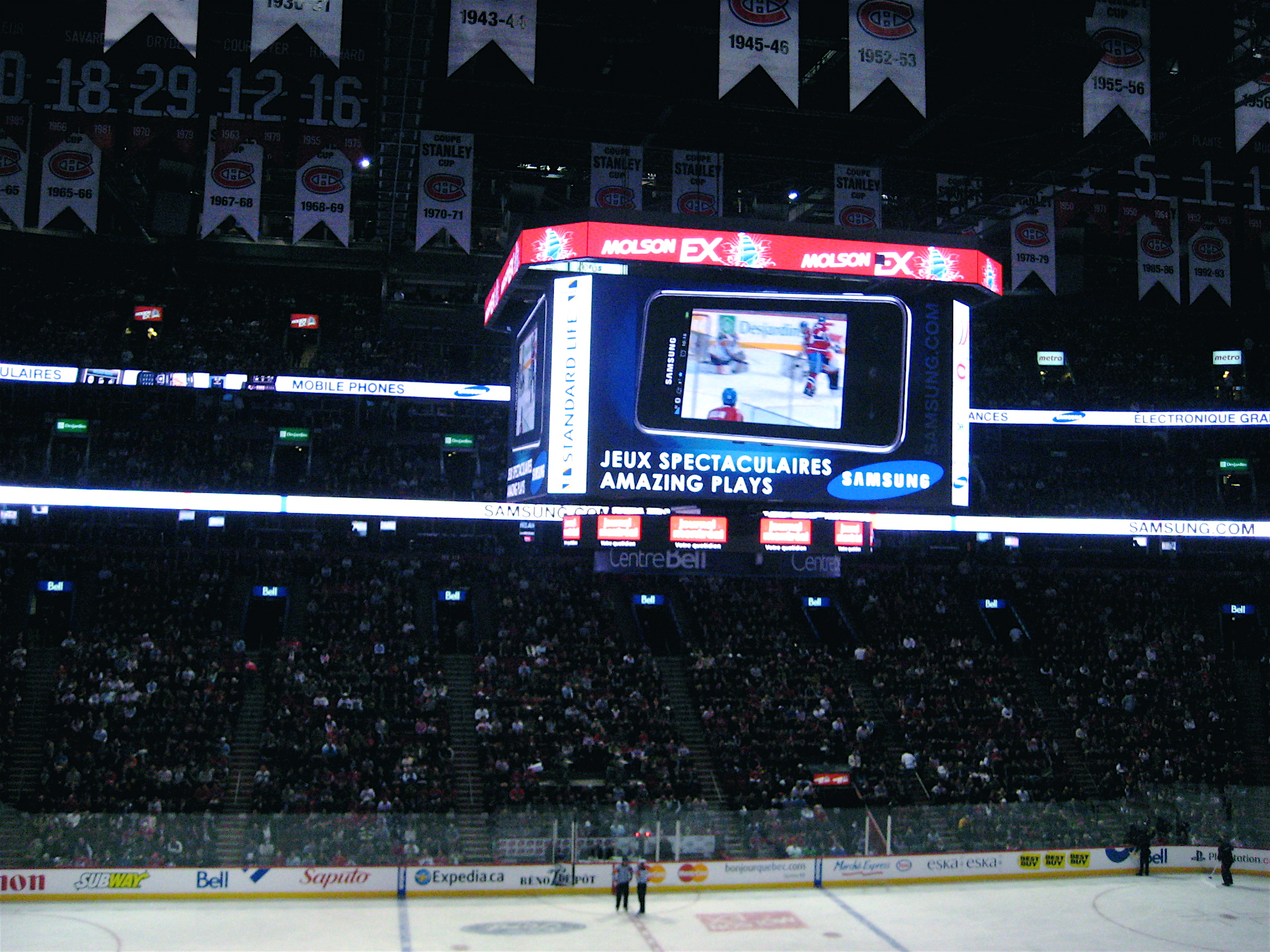
Innenansicht während eines Spiels
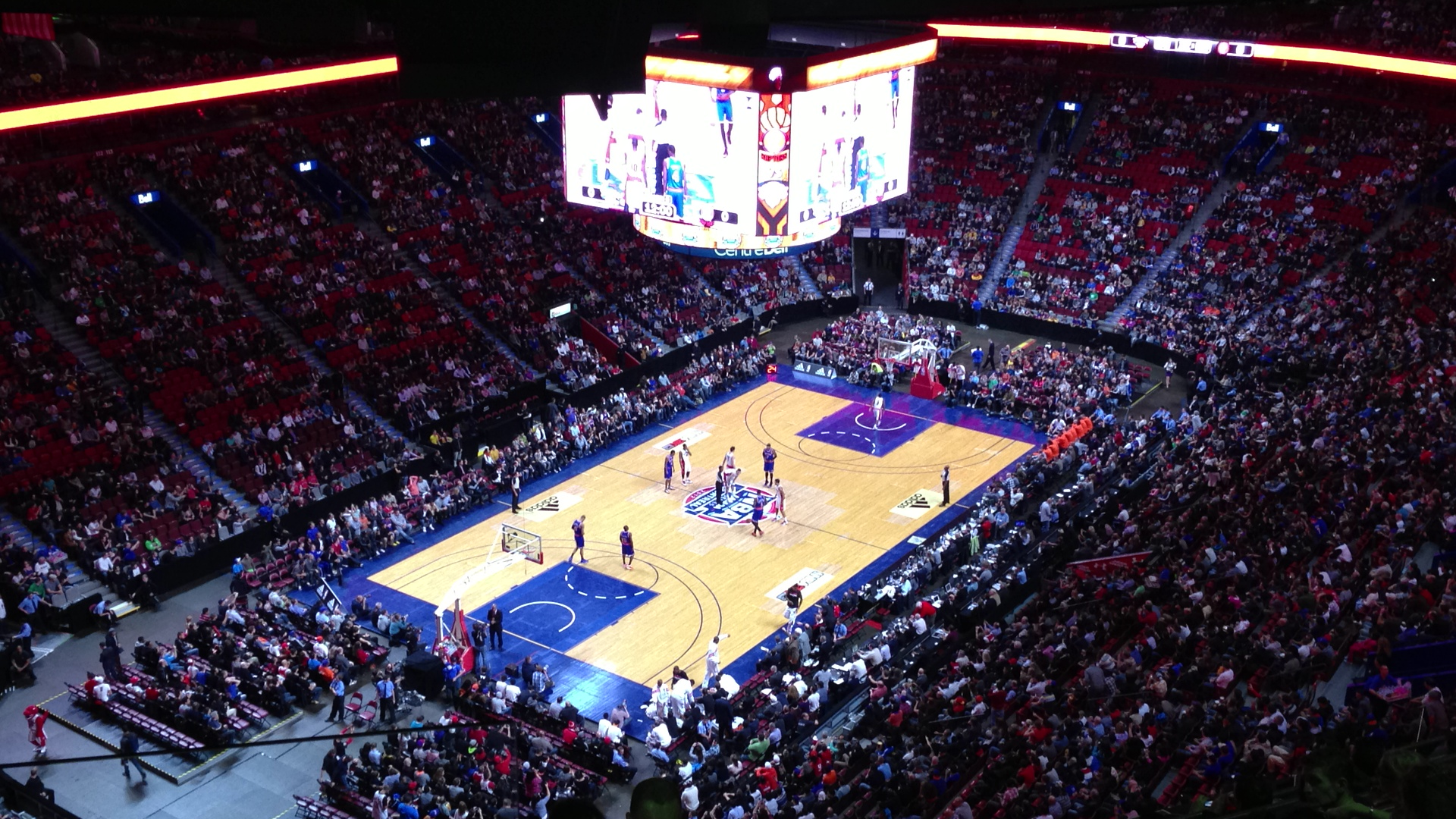
Basketballspiel der Toronto Raptors gegen die New York Knicks
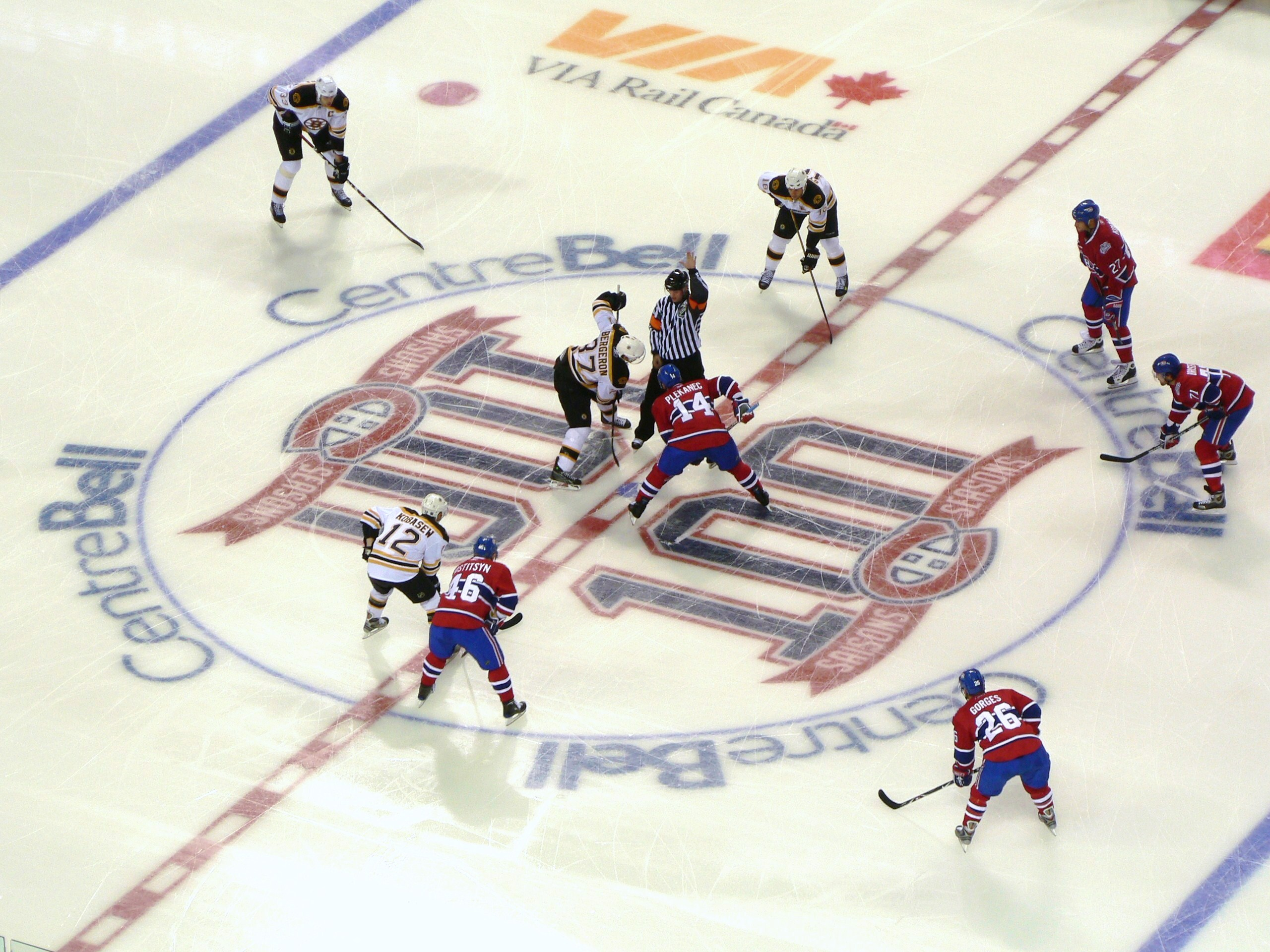
Die Canadiens und die Boston Bruins beim Bully
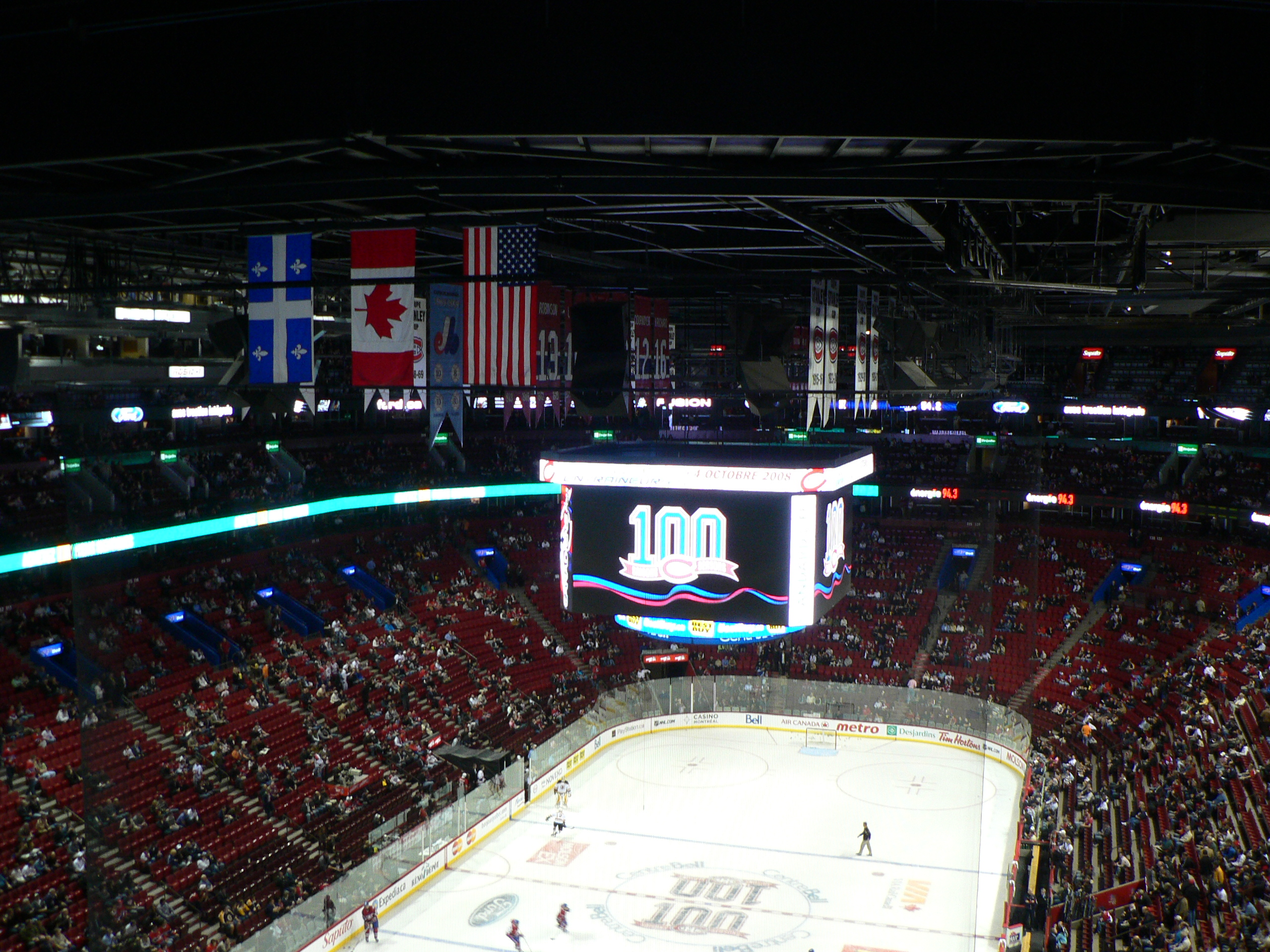
Im Inneren des Centre Bell
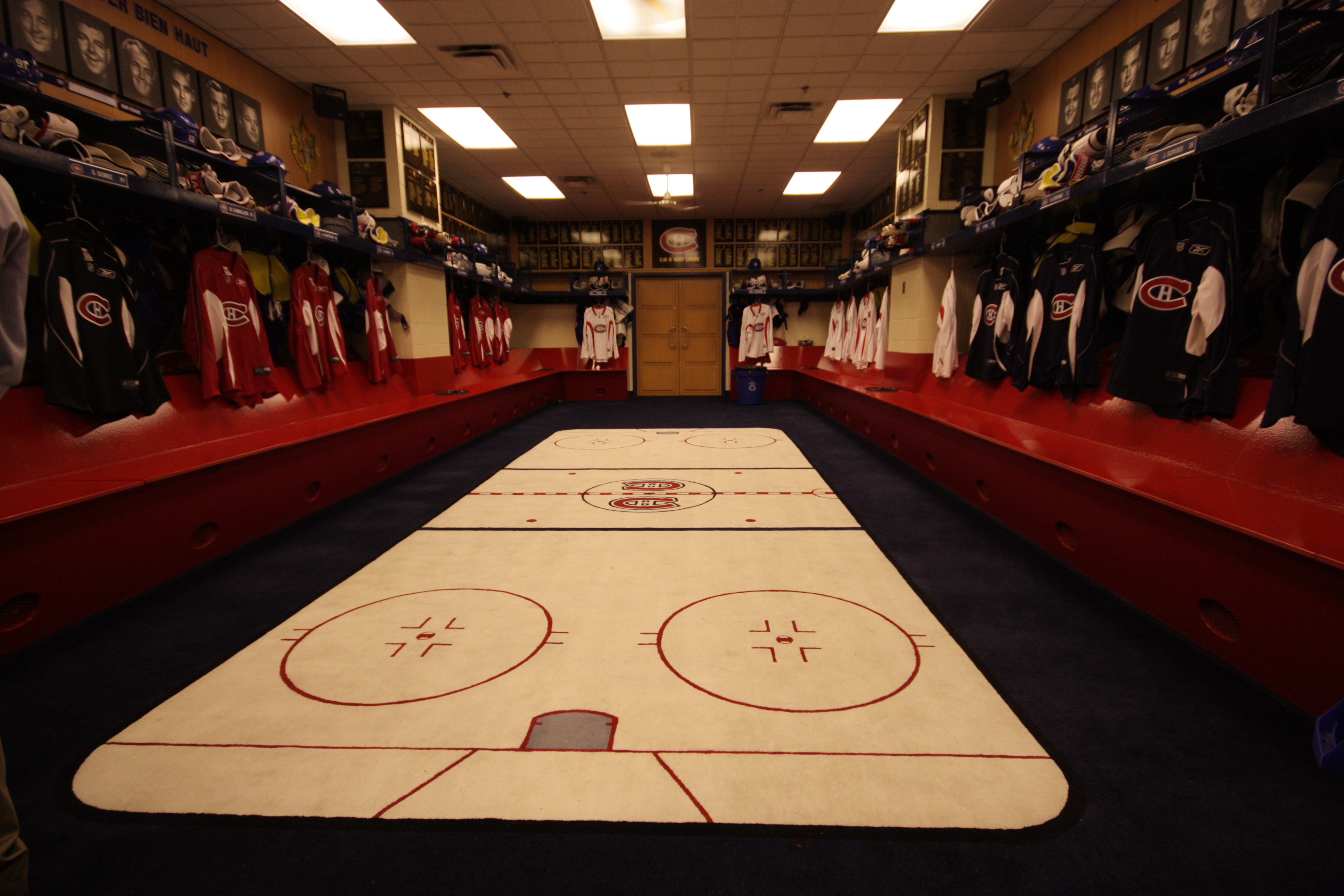
Die Umkleidekabine der Canadiens